# 2014年ソチオリンピックのベネズエラ選手団
2014年ソチオリンピックのベネズエラ選手団（2014ねんソチオリンピックのベネズエラせんしゅだん）は、2014年2月7日から23日までロシアのソチで開催された2014年ソチオリンピックベネズエラ選手団の名簿。

## 選手団
- 人員: 選手 1人
- 開会式旗手: アントニオ・アンドレッタ

## アルペンスキー
- アントニオ・アンドレッタ

男子大回転 (途中棄権)